# Anthon Berg
Anthon Berg is een Deens chocoladebedrijf. Het bedrijf werd opgericht in 1884, maar werd in 1954 overgenomen door Toms, gesitueerd in Ballerup. Anthon Berg is bekend voor marsepeinproducten en chocolade met likeurvulling.

## Geschiedenis
Anthon Berg was een groenteboer in Kopenhagen. Eind 19e eeuw werd chocolade echter populair en daarop besloot Berg te gaan experimenteren met producten op basis van cacaobonen. Zijn winkel werd een chocoladezaak en werd een succes. Vanaf 1886 ging hij zijn chocolade zoeter maken door er marsepein aan toe te voegen. In 1898 werd de roze verpakking ingevoerd, een kleur die tot op heden behouden bleef en kenmerkend is voor het bedrijf.
In 1901 nam Gustav Berg, zoon van Anthon, de leiding van het bedrijf over. Onder zijn leiding groeide het bedrijf sterk en werden de producten verkocht in detailhandels doorheen heel Denemarken. In Kopenhagen werd een nieuwe productie-eenheid met 200 werknemers geopend. Gustav Berg introduceerde ook nieuwe producten: vanaf 1922 werd chocolade met likeur op de markt gebracht. Gustav Berg overleed in 1938 en Kai Berg volgde hem op als bedrijfsleider.
In 1954 werd Anthon Berg overgenomen door Toms, een chocoladebedrijf dat in 1924 ontstond. De productie verhuisde vanaf dan van Kopenhagen naar Ballerup, de hoofdvestiging van Toms.

## Producten
- Likeurchocolade: deze werd in het gamma opgenomen vanaf 1922. Enkele jaren later waren reeds twaalf variëteiten beschikbaar. In 1972 nam het bedrijf een patent op een machine waarmee kleine chocoladeflesjes konden gevuld worden met likeur. Hierdoor kon de productie fors opgedreven worden tot 100.000 flesjes per dag.
- Marsepeinchocolade: deze werd reeds zeer vroeg - nog eind 19e eeuw - opgenomen in het gamma en sindsdien verder ontwikkeld. Er zijn uiteenlopende variaties beschikbaar, waaronder combinaties van chocolade met marsepein en fruitconfituur.
- Gouden doos: in de jaren 1940 lanceerde Anthon Berg als eerste Deense bedrijf een cadeaudoosje met verschillende chocolaatjes. Deze gouden doos bleef sindsdien een succes.
- Andere chocoladeproducten: naast de meest typische producten van Anthon Berg zijn nog tal van chocoladeproducten beschikbaar.

De producten van Anthon Berg zijn wereldwijd verkrijgbaar.

## Erkenning
- Sinds 1957 is Anthon Berg erkend Deens Hofleverancier.[4]

## Trivia
In 2012 deed Anthon Berg een geslaagde promotiecampagne: "The Generous Store", inspelend op het bedrijfsmotto. In Kopenhagen werd gedurende één dag een pop-up-winkel van Anthon Berg geopend gedurende vijf uur. Iedereen kon er een doosje chocolade komen halen en betalen met de belofte een goede daad te vervullen. De te vervullen daad stond aangegeven op het doosje: iemands huis helpen kuisen, ontbijt op bed brengen, niet liegen tegen je vader, ... De klanten moesten inloggen op hun Facebookpagina en de belofte erop zetten. Meer dan 100.000 klanten kwamen langs en zeer velen daarvan rapporteerden achteraf ook over hun daad.